# Arup Kumár Datta
Arup Kumár Datta (Arup Kumar Dutta) (* 2. července 1946, Džórhát, Ásám, Indie) je anglicky píšící indický spisovatel a novinář, autor příběhů pro děti a mládež.

## Život
Roku 1966 ukončil s vyznamenáním studium anglické literatury na univerzitě v Dillí. Po absolvování aspirantského studia se roku 1969 vrátil do Džórhátu jako učitel angličtiny. Současně zahájil svou literární kariéru jako nezávislý novinář, satirický publicista a spisovatel povídek. Časem se stal jedním z hlavních autorů píšících pro známý indický satirický časopis Shankar’s Weekly. V polovině osmdesátých let ukončil své učitelské povolání a zcela se věnoval literatuře. V současné době žije ásámském městě Guvahátí.
Je autorem více než deseti knih pro dospělé a čtrnácti dobrodružných příběhů pro děti a mládež. Získal za ně řadu ocenění, z nichž nejvýznamnější je Shankarova cena (Shankar’s Award) z roku 1979, udělená mu u příležitosti Mezinárodního roku dítěte, a cena za celoživotní dílo od indické sekce Mezinárodního sdružení pro dětskou knihu IBBY.

## Dílo

### Knihy pro děti a mládež
- The Kaziranga Trail (1979, Kaziranzská stezka), nebezpečné pátrání několika indických chlapců po pytlácích, kteří v rezervaci zabíjejí nosorožce pro jejich vzácné rohy. Právě za tuto knihu obdržel Datta roku 1979 Shankarovu cenu (Shankar’s Award).
- Trouble at Kolongijan (1982).
- The Blind Witness (1983).
- A Story about Tea (1985).
- The Lure of Zangrila (1986).
- Revenge (1986, Pomsta).
- Smack (1990).
- Save the Pool (1990).
- Oh Deer! (1997).
- The Crystal Cave (1997, Křišťálová jeskyně).
- Footprints in the Sand (1999, Stopy v písku).
- The Counterfeit Treasure (2001).
- Adventure Stories (2003, Dobrodružné povídky).
- The Boy Who Became King (2004, Chlapec, který se stal králem).

### Beletrie pro dospělé
- The Anagarika’s Swansong (2009, Anagarikova labutí píseň).